# Feketehangya

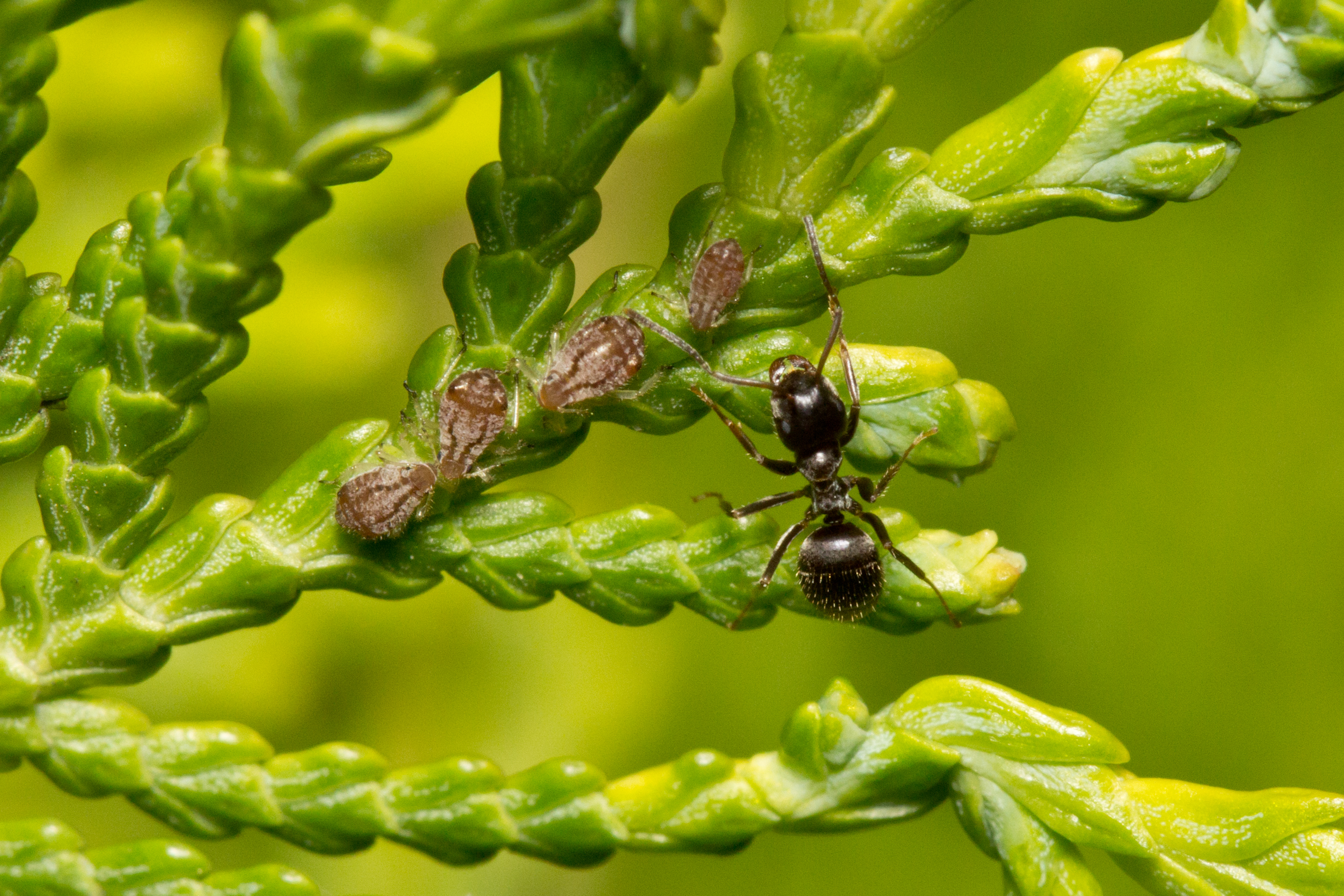
Közönséges feketehangya (Lasius niger) levéltetveket (Cinara tujafilina) csiklandoz egy keleti tuja (Platycladus orientalis) levelén

A feketehangya (Lasius) a vöröshangyaformák (Formicinae) alcsaládjában a feketehangya-rokonúak (Lasiini) nemzetség névadó neme több mint száz leírt fajjal.
A fajokat életmódjuk alapján két csoportra osztjuk: a föld felett gyűjtögető (valódi) feketehangyákra és a föld alatt élő, a felszínre csak kivételes esetekben merészkedő borostyánhagyákra. A két csoport ránézésre erősen különbözik, a napfénytől elzárkózó borostyánhagyák ugyanis — amint erre nevük utal — pigmentjük nagy részét elvesztették, kifakultak.

## Származása, elterjedése
A kozmopolita nem fajai zömmel Európában, Ázsiában  és Amerikában élnek a trópusoktól a hideg mérsékelt égövig.

### Hazai fajok
Magyarországon 21 faja honos (Csathó et al.):
- kövi feketehangya (Lasius alienus)
- pusztai feketehangya (Lasius bombycina)
- rozsdáshátú feketehangya (Lasius brunneus)
- vöröstorú feketehangya (Lasius emarginatus)
- kerti feketehangya (Lasius neglectus)
- közönséges feketehangya (Lasius niger)
- erdei feketehangya (Lasius platythorax)
- homoki feketehangya (Lasius psammophilus)
- kartonépítő fahangya (Lasius fuliginosus)
- keleti borostyánhangya (Lasius carniolicus)
- gyakori borostyánhangya (Lasius flavus)
- ligeti borostyánhangya (Lasius myops)
- balkáni borostyánhangya (Lasius balcanicus)
- ritka borostyánhangya (Lasius bicornis)
- citromszagú borostyánhangya (Lasius citrinus)
- déli borostyánhangya (Lasius distinguendus)
- sztyeppi borostyánhangya (Lasius jensi)
- homoki borostyánhangya (Lasius meridionalis)
- északi borostyánhangya (Lasius mixtus)
- bolgár borostyánhangya (Lasius nitidigaster)
- berki borostyánhangya (Lasius umbratus)

A Kárpát-medencében a legközönségesebb hangyák közé tartozik. Különösen gyakori fajai (Tartally) a L. (Lasius) alnemzetségből:
- a közönséges feketehangya,
- a kövi feketehangya és
- a fentebbi felsorolásban nem szereplő Lasius paralienus,

valamint a vörös torú
- vöröstorú feketehangya és
- rozsdáshátú feketehangya (Tartally).

## Megjelenése, felépítése
Kis termetűek; a legtöbb faj dolgozói 3–4 mm hosszúak.
A magyarul „feketehangyának” nevezett fajok színe csillogó fekete, a „borostyánhangyák” teste egyenletesen halványsárga. Dolgozók pontszeme többnyire teljesen, összetett szeme részlegesen visszafejlődött (Brehm).

## Életmódja, élőhelye
Bolyai jellemzően népesek, több ezer egyeddel.
A felszínen gyűjtögető feketehangyák tápláléka vegyes; az elhullott állatokat, a rovarokat, a mézet, a gyümölcsöket is megeszik. Kedvenc táplálékuk a mézharmat, mivel a legjobban a répacukrot tudják hasznosítani. Emellett kedvelik a mézet is, amire elsősorban a nyomelemek miatt van szükségük (Tartally).
A levéltetveket (Aphidoidea) aktívan védelmezik, így azok a hangyák segítségével elszaporodva érzékenyen károsíthatják tápnövényeiket. A gyűjtögető útján talált táplálékot a dolgozó megeszi (ettől potroha jól láthatóan megduzzad), és a bolyban előemésztett formában öklendezi vissza.
Főleg a
- vöröstorú feketehangya (Lasius emarginatus) és a
- rozsdáshátú feketehangya (Lasius brunneus)

portyázói gyakran hatolnak be a házakba, és komolyan megdézsmálhatják a felhalmozott élelmiszereket (Brehm'57).
Idős vagy már kiszáradt fákban, illetve nagyobb fák tövében (Brehm) építik fel — a borostyánhangyák kivételével — a fa összerágott anyagából készített, feketésbarna kartonfészkeiket. A fák tövében épített bolyok építéséhez rendszerint földet is felhasználnak (Brehm).
Kolóniái igen nagyra nőhetnek. Sok faj fészkeiben gyakoriak a hangyavendégek, például a hangyabogár (Clavius testaceus).
A borostyánhangyák ritkán jönnek ki a felszínre. Fészkeiket mélyen a földbe, gyakran nagyobb kövek alá építik. Egyes fajok fészkeik fölé jellemzően 30 cm magas és félgömb alakú felépítményt kupacolnak fel a járatokból, kamrákból kitermelt földből. Ezek a hangyák növények gyökerein élősködő levéltetveket tenyésztenek, és gyakorlatilag egyetlen táplálékuk az azok által termelt mézharmat.
A tetvek leggyakrabban:
- a Forda és
- a Paralectus

nem képviselői. A hangyák aktívan gondozzák őket: petéiket összegyűjtik, és kikelésükig vigyáznak rájuk (Brehm).
Fiatal királynőik a rajzás után gyakran megpróbálnak más fészekbe betelepülni. Olyan fészkeket keresnek, amelyeknek nincs királynője (a leggyakrabban azért, mert öregkori végelgyengülésben meghalt). Rokon fajok fészkeibe is hajlamosak betelepedni, így például a kartonépítő fahangya (Lasius fuliginosus) átveszi a berki borostyánhangya (Lasius umbratus) fészkeit,
utóbbi viszont:
- a közönséges feketehangya (Lasius niger) és
- a rozsdáshátú feketehangya (Lasius brunneus)

fészkeibe települ be. Az átmeneti szakaszban a fészekben együtt dolgoznak a régebben ottlakó és az újonnan betelepült faj dolgozói (Foitzik–Fritsche).

### Szaporodása
Fajai nyáron, nagy tömegekben rajzanak — különösen június-július fordulóján, az eső előtti szélcsendes napokon a közönséges feketehangya (Lasius niger).
Őszi lárvái aprók maradnak és bevárják egymást, és ebben az állapotban telelnek át. Ezután tavasszal nagyon gyorsan megnőnek (Tartally).